# Martin Stocklasa
Martin Stocklasa (ur. 29 maja 1979 w Grabs, Szwajcaria) – piłkarz reprezentacji Liechtensteinu. Jego brat, Michael, również grał w tej reprezentacji. W latach 2011–2014 Stocklasa grał w szwajcarskim FC Sankt Gallen, do którego trafił w 2011 roku z SV Ried. Wcześniej grał w FC Vaduz, gdzie rozpoczął seniorską karierę, a także w szwajcarskich FC Zürich oraz SC Kriens i niemieckim Dynamo Drezno. Trener piłkarski. W marcu 2023 został trenerem FC Vaduz.

## Kariera reprezentacyjna
Martin Stocklasa rozegrał w reprezentacji 97 meczów, strzelił 2 bramki (stan na 17 XI 2011). Zadebiutował 31 sierpnia 1996 w przegranym 0:5 meczu z reprezentacją Irlandii w ramach eliminacji do Mistrzostw Świata w piłce nożnej 1998. W reprezentacji gra zazwyczaj w koszulce z numerem 6.

## Sukcesy
- Puchar Liechtensteinu: 1998, 1999, 2003, 2004, 2005, 2006
- Puchar Szwajcarii: 2000
- Challenge Liga: 2012